# إستر دايفيد
إستر دايفيد (بالهندية: एस्थर डेविड) (و. 1945  م) هي كاتبة من الهند، والراج البريطاني.

## التعليم
تعلمت في Maharaja Sayajirao University of Baroda ‏.

## جوائز
حصلت على جوائز منها:
- جائزة أكاديمية شايتا  [لغات أخرى]‏، عن عمل: Book of Rachel  [لغات أخرى]‏ (2010).[5]